# Nicoleau
Nicoleau et Nicolleau (avec 2 "L") sont des patronymes français, relativement rares. 

## Origine
Leur origine pose question et plusieurs versions semblent possibles. 
Il existe plusieurs patronymes proches : Nicoulaud, Nicouleux, Nicouleau, Nicoullaud, Nicoulau, Nicouleaud, Nicolos, Nicolleaud, Micouleau, Nicoulaude, Nicoulaue... Il est difficile de dire s'il s'agit de variantes et dérivés.
Il s'agirait d'une forme catalane et gasconne de Nicolas. Il peut dériver aussi du patronyme Nicolau (Espagne, Portugal, Pyrénées). Il pourrait être aussi, dans d'autres régions, un diminutif de Nicolas. Il est à rapprocher des variantes Nicolaud et Nicollaud.

## Occurrence
Aujourd'hui plus d'un millier de personnes portent le nom Nicoleau ou Nicolleau en France selon les estimations de l'Insee.
Il est historiquement porté dans la Loire-Atlantique, Vendée et Charente-Maritime. Il est également présent dans de nombreux autres départements surtout dans l'Ouest.
Nicoleau avec 1 "L"
On recensait 1 387 personnes nées en France entre 1890 et 1990, dans 60 départements soit le 6164e rang des noms les plus portés en France. Les naissances suivantes entre 1891 et 1990 : 
- 1891 - 1915 : 193
- 1916 - 1940 : 293
- 1941 - 1965 : 452
- 1966 - 1990 : 449

Nicolleau avec 2 "L".
On recensait 1 037 personnes nées en France entre 1890 et 1990, dans 45 départements soit le 8635e rang des noms les plus portés en France. Les naissances suivantes entre 1891 et 1990 : 
- 1891 - 1915 : 144
- 1916 - 1940 : 265
- 1941 - 1965 : 326
- 1966 - 1990 : 302

## Personnalités
Nicoleau avec 1 "L"
- Paulin Nicoleau, maire Quillan de 1910 à 1914. Il a donné son nom l'école Paulin Nicoleau, boulevard Jean Bourrel, 11500 Saint-Martin-Lys.
- Théodore Nicoleau : ministre de la justice d'Haïti du 22 octobre 1957 au 16 décembre 1957.
- Joseph Nicoleau : maire de Saint-Paul-Mont-Penit depuis 1995.

Nicoleau avec 2 "L"
- Aimé Nicolleau, maire de Boulogne (Vendée) de 1919 à 1922.